# Storia del fisco
Il termine italiano “fisco” deriva dal latino fiscus, che originariamente significava “recipiente di vimini”.
Più tardi, in età repubblicana, si iniziò ad utilizzare questo termine per indicare particolari recipienti utilizzati per contenere monete: si trattava di recipienti in cui veniva custodito il denaro pubblico.
Il termine fiscus subì una ulteriore evoluzione a partire dall’età del principato; in quel periodo stava ad indicare la cassa pubblica facente capo all’imperatore, distinta da quella del popolo, detta erario.
Nel corso del tempo, fiscus venne a indicare il complesso dei beni dell’imperatore di provenienza pubblica e devoluti a scopi pubblici, sottoposti a un diritto privilegiato (privilegium fisci) e distinti dal suo patrimonio privato.
Nel diritto intermedio, il termine fisco tornò a indicare la cassa del principe o del Comune, ma poiché in questa confluivano entrate patrimoniali straordinarie (imposte sulle successioni, sui trasferimenti, multe ecc.), il fisco passò a designare proprio la persona giuridica che rappresentava il principe, anzi lo Stato, in quanto titolare di un patrimonio non propriamente privato, ma sottoposto al diritto privato. Si passò poi alla concezione secondo la quale al fisco era attribuita la titolarità di tutti i diritti patrimoniali, che oggi fanno capo allo Stato.
Oggi parliamo di sistema tributario, che è costituito dall’insieme coordinato dei tributi vigenti nello Stato in un determinato momento storico. Ogni sistema tributario, espressione della volontà dell'autorità vigente, si evolve nel tempo per adattarsi alle nuove realtà che via via si presentano.

## Storia

### I primi imperi
Alcuni scavi operati nell’area della Mesopotamia, dell’Egitto e di Creta rivelano la presenza di magazzini reali, ma non si è in grado di dire se questi contenessero bottini frutto di saccheggio o requisizioni, oppure se fossero canoni d’affitto o tasse. I testi non sono espliciti sull’esistenza e sui modi di applicazione della tassazione.
Avvalendosi delle carte di immunità dell’antico Impero egizio, si deduce che i contadini erano obbligati sia alla corvé (prestazione di lavoro), sia al pagamento di tasse, sia alla consegna di raccolti o prodotti manufatti. Sono stati inoltre ritrovati registri che rievocano il censimento delle persone, che potevano servire sia alla riscossione delle imposte, sia a convocare gli uomini per la corvé o per prestare servizio militare.
In un’economia in cui vigeva il baratto, l’imposta poteva anche essere pagata in natura: se ciò era molto comodo per il contribuente, non lo era altrettanto per lo Stato, che doveva immagazzinare i prodotti e conservarli. Questa fu una delle cause che diede vita alla nascita della moneta, molto più semplice da riscuotere in modo egalitario e più facilmente immagazzinabile rispetto alle imposte pagate in natura.

### Roma antica
Nella prima età imperiale, fiscus è un termine che veniva utilizzato con riferimento generico a tutta l’amministrazione finanziaria controllata in maniera diretta dall’imperatore, ed era comprensivo sia dei fisci provinciali sia del fiscus suus del principe, senza uno specifico riferimento a una cassa centrale pubblica dell’imperatore.
Con Claudio, e poi successivamente con la dinastia flavia, si crearono altri fisci, cioè casse speciali centrali amministrate dall’imperatore, per il tramite di procuratores incaricati.
Con Traiano si arriva ad usare il singolare fiscus per indicare l’insieme dell’amministrazione finanziaria imperiale, diverso dall'aerarium, individuando con i due termini due finanze diverse e separate: quella imperiale e quella pubblica, esaurienti l’intera finanza statale. L'aerarium che gli imperatori giulio-claudii avevano mirato a porre sotto il loro controllo, sostituendo i questori repubblicani incaricati della sua amministrazione con dei delegati imperiali, si era via via svuotato di importanza, con il graduale passaggio di entrate dall’erario al fisco. Contemporaneamente si erano amministrativamente distinti dalla cassa propriamente fiscale i beni privati dell’imperatore.
Con l’avvento del Dominato di Diocleziano, lo Stato viene a incarnarsi nella figura dell’imperatore, e perciò cade ogni ragione di distinguere fiscus e aerarium; i due termini finiscono per essere trattati come sinonimi. Viceversa si conserva la tripartizione tra fiscus, res privata e patrimonium dell’imperatore, alla quale corrisponde la separazione della finanza imperiale in tre distinte gestioni, che si affermò alla fine dell’età precedente, probabilmente a causa di influssi ellenistici.
- La prima, chiamata sacrae largitiones, aveva lo scopo di provvedere a tutte le spese statali considerate quali donazioni del sovrano.[1]
- La seconda, chiamata res privata, era relativa ad un complesso di beni che configuravano una sorta di patrimonio della corona.[1]
- La terza atteneva invece al patrimonio privato della dinastia regnante.[1]

#### Definizione giuridica di fisco nella Roma antica
La definizione giuridica di fiscus deve necessariamente tenere conto dell’evoluzione della realtà storica; il problema è imperniato sull’individuazione del soggetto giuridico cui può considerarsi far capo il fiscus.
All’inizio del principato augusteo, il termine fiscus non era indicativo di ciò che più tardi costituirà il fiscus Caesaris, ma faceva riferimento alla parte dell’apparato amministrativo e finanziario facente capo al principe, che si considerava relativa agli interessi collettivi anziché agli interessi privati dell’imperatore; non sembrava sussistere alcuna differenziazione, sul piano dell’organizzazione amministrativa, tra finanza pubblica e privata imperiale. Influiva molto su questo anche la mentalità romana, che considerava pubblico ciò che era di pertinenza del populus, e di conseguenza non poteva che considerare tutta la finanza facente capo all’imperatore come di pertinenza di quest’ultimo. Si vede dunque come il fiscus risultasse indifferenziato dal patrimonio privato dell’imperatore, quindi non di spettanza del polulus né costituente un soggetto giuridico a sé.
Man mano che si viene identificando un fiscus Caesaris quale cassa o tesoro, e il relativo patrimonio imperiale, nel quale viene gradualmente assorbito l’erario, si delinea sempre di più il carattere statualistico di esso: anche così non lo si considera come pubblico, ma piuttosto appartenente al principe, quale titolare della funzione imperiale. La proprietà a lui riconosciuta sulle province imperiali e sul fiscus appare dissimile dalla proprietà di tipo privatistico; ad esempio in tema di successione a causa di morte, risulta titolare del fisco e del relativo patrimonio non il diretto erede designato dall'imperatore ma il successore nella titolarità della carica, mentre il patrimonio privato dell’imperatore, la cui amministrazione man mano si separa da quella fiscale, andrebbe viceversa al suo erede personale.
Si spiega così la tendenza terminologica a personificare il fisco, riscontrabile nelle fonti già nel II secolo d.C., nonostante risulti pur sempre riconnesso alla persona del principe.
In età del dominato, venendo la persona dell’imperatore a incarnare lo Stato stesso, malgrado la suddivisione tra fiscus, res privata, e patrimonium, facenti capo nella teoria a diversi soggetti, nella pratica tutti e tre questi complessi risultavano visti quali suddivisioni del patrimonio statale.

#### Impero romano d'Oriente
Nelle province dell'Impero romano d'Oriente (Costantinopoli, IV secolo d.C.) le entrate fiscali, diverse da quelle patrimoniali, provenivano soprattutto dalla terra, ed erano calcolate in base alla sua superficie e alla qualità del terreno, ad esempio il vigneto doveva contribuire più del pascolo e questo più del roveto (era la cosiddetta imposta fondiaria). L'attività agricola era assolutamente dominante, ma si ha notizia che già Costantino avesse introdotto una imposta in oro e in argento anche sulla produzione di beni e servizi svolta in città.
D'altra parte, tra i soggetti passivi, ogni "testa" che formava la famiglia era tenuta a pagare una imposta personale (capitatio, jugatio, testatico, a seconda delle terminologie usate).
Le imposte richiedevano un’apposita amministrazione dotata di funzionari, infatti per l'amministrazione dei tributi, a Bisanzio, il genikon rappresentava l'istituzione fiscale più importante, il cui compito era quello di fissare i tributi e poi di riscuoterli. A questo compito erano preposti diversi funzionari dell'Impero che dovevano saper leggere e scrivere (capacità che a quei tempi non era molto diffusa). I ruoli dei funzionari erano diversi, alcuni ad esempio si occupavano della misurazione dei terreni, altri iscrivevano al catasto le terre abbandonate e non coltivate e ripartivano le imposte tra gli eredi, altri ancora si occupavano dei tributi e dovevano coprire con propri mezzi le imposte che non riuscivano a riscuotere (l'esattore delle imposte doveva rispondere del “non riscosso per riscosso”: ciò significa che, a prescindere dalle vicende della riscossione, era tenuto a versare le rate risultanti dai ruoli di riscossione dei tributi).

#### Impero romano d'Occidente
Nell'Impero romano d'Occidente, negli stessi secoli, erano in vigore l'imposta fondiaria e il testatico, inoltre vigeva l'imposta doganale.
Il gettito di queste imposte doveva essere di dimensioni notevoli per poter concorrere a sostenere gli ingenti impegni finanziari dell'Impero romano nei primi secoli dell'epoca cristiana, come ad esempio le spese di rappresentanza degli imperatori, dei loro palazzi, delle loro corti, delle loro guardie e dei loro servitori, delle loro famiglie. Vi erano poi le spese per il funzionamento dei senati e delle diverse magistrature, per il mantenimento dei numerosi funzionari pubblici; le spese più importanti furono soprattutto quelle per sostenere l'esercito e per la costruzione di opere di difesa.
Anche nell'Impero romano d'Occidente i problemi connessi all'amministrazione delle imposte indusse la burocrazia romana al proprio rafforzamento; si doveva provvedere a regolari censimenti, per il pagamento del testatico, e a tenere aggiornato il catasto, per il pagamento dell'imposta fondiaria, oltre che a comunicare all'inizio di ogni anno il tasso d'imposta per ogni unità terriera o per ogni “testa”.

### Medioevo
Nel Medioevo il prelievo fiscale normalmente non era determinato dalla capacità contributiva della popolazione soggetta al tributo, ma partendo da un obiettivo di prelievo già fissato, si divideva il carico sui soggetti passivi. 
Le tipologie di prelievi erano diverse e colpivano sia basi contributive diverse (quali ad esempio le "teste", ossia le persone, o i beni immobili o mobili) che diverse categorie di contribuenti (cittadini o residenti nel contado). Per esempio per la tassa sul sale veniva prelevata obbligatoriamente, da parte dell'autorità locale, una certa dose di sale ad un costo predeterminato, in base al numero dei componenti il nucleo familiare e anche degli animali posseduti; era inoltre possibile che la quantità da prelevare fosse calcolata anche in base ai beni che la famiglia aveva in proprietà. 
In passato non esisteva la distinzione che esiste oggi tra imposizione diretta e indiretta.

#### Invasioni barbariche
Le popolazioni che invasero e sconfissero l'Impero romano d'Occidente non avevano un proprio fisco, ma adottarono quello vigente. Nella pratica il mondo barbarico "riadopera" il sistema fiscale disegnato dal diritto romano.

##### I Longobardi
Il regno longobardo si suddivide in due periodi: il periodo dell'invasione e della costruzione del regno (568-600) e il periodo dell'VIII secolo; è importante ricordare in particolare l'anno 774, anno della conquista dei Franchi. Nel mezzo, tra le testimonianze, c’è un vuoto di circa un secolo (il VII), nel quale nessuna fonte ci fornisce informazioni sul tema della questione fiscale nell'Italia longobarda, ad eccezione dell'Editto di Rotari del 643.
Il potere pubblico longobardo adottò inizialmente un sistema fiscale molto semplificato rispetto all’età romana, ed è probabile che esso fu abbandonato da Rotari in poi. Il regno longobardo infatti, a partire dall'età di Rotari, non impose tasse, abbandonò dunque l’eredità romana, costruendo le basi del potere pubblico sul possesso e lo sfruttamento della terra; si passa dall'imposta alla rendita. Sebbene non si possa parlare di tasse vere e proprie, vi era comunque l'esistenza di tributi indipendenti dal patrimonio del fisco.
Nelle fonti longobarde troviamo la tertia, una forma di tassazione di origine romana, ma non è chiaro di che tributo si tratti; potrebbe trattarsi di un terzo della produzione agraria o del reddito delle terre, oppure di un terzo delle imposte che gravano su di esse o anche di un terzo delle terre stesse. Secondo alcune fonti però, la popolazione sfuggì sempre al tributo. In ogni caso, questo tipo di tassazione scomparve nel secondo periodo del regno longobardo, non è quindi possibile sostenere una prosecuzione del sistema romano di tassazione da parte dei Longobardi.
L'editto di Rotari introdusse un sistema di multe (dette compositiones), che nei casi più gravi, quali reati di tipo politico o delitti di sangue, dovevano essere pagate direttamente al re, mentre in casi meno gravi, ma tuttavia di rilievo, il fisco incassava metà delle multe. Le multe erano espresse in denaro e, se l’importo era molto elevato, spesso la multa veniva pagata mediante la cessione di terre. Così il patrimonio del fisco aumentava, anche se con beni sparsi e quindi non sempre utili dal punto di vista economico, però potevano essere utilizzati dal re per essere distribuiti ai propri fedeli e clienti, tra i quali vi erano i gasindi. La terra, in una società in cui la ricchezza fondiaria era determinante, diventò il mezzo principale per costruirsi clientele per l’affermazione della lotta politica e per la supremazia all’interno del regno.
Per quanto riguarda le entrate regolari del fisco, si trovano riferimenti nelle fonti a dazi che venivano incassati sull’attività commerciale, ad esempio nei mercati, nei porti e sulle strade.

##### I Franchi
I Franchi erano forti di tradizioni statuali risalenti al V secolo, un’epoca in cui l’influenza romana era più forte. Nelle fonti infatti si trova più volte riferimento al fiscus, talvolta qualificato publicus, riferimenti che invece mancavano nelle fonti longobarde.
Nonostante vi fosse una separazione teorica tra il patrimonio personale e quello della corona, nella pratica il re alienava liberamente o lasciava ai propri eredi, secondo le regole del diritto privato, i redditi qualificati come pubblici, ad esempio quelli che derivavano da confische o tributi.
Né la caduta del regno Longobardo nel 774, né l’avvento franco provocarono un ritorno a concezioni del fisco simili a quelle dell’età romana; infatti per tutto l’Alto Medioevo il carattere pubblico dei beni non sembra derivare dalla destinazione, ma dal trovarsi in qualche modo nelle mani del re.

##### Autari
Nel periodo di Autari nacque la necessità di predisporre cespiti per il mantenimento della corte, e questo alimentò la tradizione di tramandarli, almeno in parte, dal predecessore al suo successore, così da dare l’idea che fossero un attributo della sovranità.
Si iniziò così ad utilizzare il concetto di regalia che più tardi, nel 1158, Federico Barbarossa consacrò in occasione della dieta di Roncaglia. Gli iura regalia erano composti da una lista che conteneva: beni demaniali, redditi tributari, proventi da confische, il potere di battere moneta, diritti sui beni vacanti e sulla metà del tesoro rinvenuto nel regno o in luoghi religiosi.

#### Carolingi e vassallaggio
La tradizione finanziaria romana (strettamente correlata all'unità dello Stato romano) s'interruppe con la stagione dei Re carolingi e con la diffusione del vassallaggio e dei rapporti di fedeltà dovuta al re da tutti i suoi vassalli. 
L'imposta doganale divenne sempre meno rilevante per le finanze del re, sia per la consuetudine di concedere a laici e a ecclesiastici l'esonero da questa imposta, sia per la diminuzione del commercio nelle terre del Mediterraneo a causa dell'espansione dell'Islam sulle sue coste. 
Con il venir meno delle istituzioni pubbliche e dei poteri centrali, furono il vassallaggio e la concessione del beneficio a ovviare a tali mancanze e questo ebbe conseguenze sui sistemi fiscali di allora che, di fatto, vennero abbandonati: non si doveva più concorrere a finanziare l'esercito del re o dell'imperatore. 
Però, in virtù del diritto di banno, tutti gli uomini liberi potevano essere chiamati dal re per combattere. Il monarca era solito non retribuire in modo diretto i funzionari, ma gli consentiva il godimento di alcune proprietà pubbliche. L'attribuzione di terre ai soldati, se da una parte permise di evitare il problema della coltivazione delle terre, dall’altra trasformò i beneficiari a loro volta in concessionari da cui divenne sempre più difficile farsi obbedire. 
Concepito come stratagemma per amministrare un paese che propendeva verso l’economia chiusa, il sistema feudale vide la parallela regressione dell’economia di scambio e la divisione dell’impero, ma anche l’inadeguatezza dei sovrani di mantenere veri e propri Stati.

#### La frammentazione del fisco
Con il passaggio delle attribuzioni dello Stato dalle mani del re a quelle dei principi territoriali, venne meno il ruolo delle imposte, cioè quello di finanziare le spese del re e della corte.
Qualche affinità con le imposte però si può ritrovare nella pratica, concessa dal re ai suoi vassalli, di commutare l'obbligo del servizio militare con il pagamento di un censo pecuniario. È però vero che i signori feudali sparsi sul territorio disponevano del potere di banno, e si ingegnarono per trarre vantaggio da qualche imposta. Così, ad esempio, introdussero una tassa per acquisire il diritto di sposarsi con chi non apparteneva alla propria famiglia; si ingegnarono anche per trarre profitto dai pedaggi imposti al passaggio delle merci sulle loro terre, dalle tasse riscosse ai mercati dei villaggi (chiamate gabelle) e dal monopolio della vendita del vino in certi territori e in certi periodi dell'anno.
I pedaggi e le tasse, anche al prezzo di ostacolare i commerci, venivano chiesti in denaro. Anche la taglia, che era un prelievo arbitrario effettuato dal signore su qualsiasi cosa i sudditi avessero messo da parte, verso la metà del XII secolo cominciò ad essere riscossa in denaro annualmente e non più sotto forma di prelievo straordinario; si cominciava così a introdurre l’idea di un fisco in qualche modo regolare.

#### I comuni in Italia
Anche i Comuni, che si stavano formando negli stessi secoli, avevano sottratto al re o all'imperatore il diritto di esercitare, entro le proprie mura, il prelievo fiscale in denaro o in natura.
Vennero introdotte delle imposte che gravavano sui cittadini e sui forestieri e costituivano un introito regolare per le casse comunali, tali imposte erano ad esempio gabelle sui contratti e sui pagamenti effettuati con il denaro del Comune, riscosse per ritenuta al momento del pagamento, oppure pedaggi e dazi sulle merci introdotte in città e su quelle in uscita. Il mancato pagamento delle tasse o delle gabelle era punito sia con fortissime pene, sia con la confisca della merce, proprio a sottolineare l'importanza che questi tributi cominciavano ad avere nella vita delle città.
In quel periodo ci furono le prime lotte da parte degli abitanti dei Comuni per conquistare la loro libertà e indipendenza politica dal potere centrale, indipendenza che si guadagnarono ben prima degli abitanti delle campagne. È importante ricordare quelle lotte perché esse riguardarono, in primo luogo, la conquista dell'autonomia nella gestione dei tributi.
In paesi come la Francia e l'Inghilterra molte città, ancorché non pienamente indipendenti dalla monarchia, ebbero il privilegio di non subire imposizioni da parte della Corona nel caso in cui le città stesse non fossero pienamente favorevoli. A tale scopo, i cittadini inviarono dei loro rappresentanti, a fianco dei nobili e del clero, negli Stati Generali; fu così che, per difendere la propria autonomia fiscale, iniziò la rappresentanza delle città negli Stati Generali delle grandi monarchie europee.

### Il Rinascimento

#### La costituzione degli Stati moderni
Gli Stati moderni che si costituirono a partire dal XV secolo costavano cari, infatti era necessario pagare l’amministrazione, la quale non si basava più sul servizio feudale, e bisognava garantirsi il sostegno dei nobili tramite la distribuzione di rendite o pensioni. Anche l’esercito costava di più, poiché l’artiglieria impiegava materiali più cari e soprattutto vi era l’impiego dei mercenari.
Una delle cause più rilevanti della crescente potenza degli Stati dell’Europa occidentale e della costituzione degli Stati moderni era l’aumento delle risorse finanziarie, degli introiti fiscali.
La fine della guerra dei cento anni fece rifiorire il commercio e grazie alle grandi scoperte geografiche si implementò la circolazione della moneta; l’aumento del traffico, sia esterno sia interno, offrì al governo risorse di facile prelievo. Crebbero di importanza i diritti doganali, ad esempio vennero imposti da Francesco I diritti di entrata sulle spezie e sui prodotti farmaceutici importati dal Portogallo. Nel 1577 si aggiunse una nuova tassa di uscita ai diritti sull’esportazione, in vigore dal XIV secolo, ovvero la tratta foranea doganale; nel 1582 vennero generalizzate le tasse di importazione.
Gli effetti di un commercio più fiorente si ripercossero principalmente su Portogallo, Francia, Spagna, Paesi Bassi, Inghilterra. I sovrani furono in grado di istituire un’amministrazione di Stato, che ad esempio in Inghilterra era basata su istituzioni locali, mentre negli altri paesi su una rete di funzionari reali. Assunsero importanza sempre maggiore gli eserciti permanenti e vennero inoltre creati dei sistemi postali.
Da ciò si può facilmente evincere come la potenza degli Stati sia stata strettamente collegata al variare dei loro scambi, infatti Stati apparentemente molto grandi per dimensione, popolazione e potenza militare finiscono per avere la peggio se comparati agli Stati nei quali l’economia di scambio è più sviluppata.

### Italia unitaria (dal 1861)

#### La politica fiscale della destra storica 1861-1876
La nuova Italia era caratterizzata da arretratezza complessiva della sua struttura economica, da difficoltà politiche, conseguenti alle questioni ancora aperte del Veneto e di Roma, dalla lentezza nel riconoscimento ufficiale del Regno e dall’opposizione della Chiesa, vi era inoltre il problema del debito pubblico. 
Per provvedere a tutte queste esigenze era necessario ricorrere allo strumento fiscale, anche se nella prassi e nella cultura del Paese era minoritaria l’opinione sulla funzione dei tributi, inoltre l’Italia neo-unita aveva ereditato distinti sistemi tributari, diversi tra di loro nella struttura, nella tipologia delle imposte, negli obiettivi perseguiti. La manovra per omogenizzare il prelievo e per aumentarne la consistenza per provvedere ai bisogni sempre maggiori era destinata a scontrarsi con l’opposizione di metà Italia che non conosceva quelle forme di imposizione. 
Nel Regno borbonico l’imposta fondiaria era la principale, pari a un terzo di tutte le entrate erariali, gli altri due terzi erano forniti dai dazi di consumo della città di Napoli, dalle dogane, dalle privative del tabacco, del sale, del lotto e delle polveri. Era molto lieve l’imposta di registro e l'imposta di bollo, pressoché inesistente qualsiasi tributo sul commercio, sulle professioni e sulle successioni mortis causa. La politica fiscale e doganale dei Borboni però non era ritenuta adeguata per dare impulso alla produzione della ricchezza. 
L’opera di unificazione normativa nel campo fiscale iniziò da un progetto di sistemazione delle tasse sugli affari, che si ispirava al modello francese. Con la legge di registro, si sostituiva alle varie forme di tasse sugli affari esistenti nei singoli ex stati, un solo ed unico sistema da applicarsi con uguali principi e prescrizioni di liquidazione e con tariffe uniformi. Al disegno di legge sulla tassa di registro, seguirono quelli che disciplinavano la tassa di bollo, le tasse ipotecarie, e con carattere di surrogazione, la tassa di manomorta, le tasse sulle società industriali e di assicurazione. Tale progetto di legge, progetto di legge Bastogi, portato al Senato il 9 luglio 1861, divenne legge nel 1862.
Fu istituita l’imposta ipotecaria e furono unificate le tasse di bollo, che esistevano in tutti gli stati preunitari; il bollo era considerato il sistema più conveniente e meno costoso per la riscossione delle tasse sugli atti giuridici. 

##### Imposta di ricchezza mobile
Il 14 luglio 1864 fu approvata la legge istitutiva dell'imposta sui redditi di ricchezza mobile; era il punto di arrivo di un'opera riformatrice ardua e qualificata come impopolare, ma necessaria; vi era infatti la necessità, per l'erario, di stabilire per tutta l'Italia una tassa che fosse uniforme, ma ciò anche in forza dei principi di giustizia. 
Dando uno sguardo all'Europa, sull'imposta di ricchezza mobile vi erano pochi modelli cui ispirarsi, ad esempio lo Stato tedesco aveva un sistema fiscale antiquato che faceva fatica a tenere il passo con le nuove esigenze emergenti. Analogamente non si poteva trarre ispirazione dalla Francia del secondo Impero, dove la ricchezza mobile era colpita con cinque imposte. Restava quindi l'Inghilterra, a cui già si era interessato Cavour prima che iniziasse il disegno dell'Unità nazionale. In Inghilterra c'era la income tax, che non colpiva solo i cespiti che in Italia verranno assoggettati all'imposta di ricchezza mobile, ma tutte le entrate del contribuente, e quindi anche la rendita derivante dalla proprietà findiaria, terreni e fabbricati. Nel 1862 la income tax fu istituita come misura di emergenza, con tassi progressivi per i redditi superiori a un determinato minimo esente.
Nell'agosto 1860 il ministro delle Finanze era il piemontese Saverio Francesco Vegezzi, il quale aveva presentato due progetti di imposte mobiliari che rispecchiavano l'imposizione vigente in Piemonte, dove era in vigore l'imposta personale e mobiliare e dove vigeva anche l'imposta dell'1 per cento sugli stipendi degli impiegati pubblici. La Commissione straordinaria di legislazione del Consiglio di Stato però considerò inopportuno estendere il sistema vigente nel Regno sardo a tutta l'Italia e venne proposto un tributo, per contingente, sulla rendita non fondiaria.
I lavori della Commissione si protrassero tra il 1861 e il 1862, e la relazione finale fu presentata il 1º marzo 1862. Si prospettava l'abbandono del sistema piemontese della misurazione del reddito su basi unicamente presuntive come anche adottato dai sistemi in vigore in Francia e nel Regno Unito, e ponendo così le fondamenta per l'introduzione delle dichiarazioni dei redditi. Su iniziativa di Quintino Sella, Ministro delle Finanze del governo, guidato da Marco Minghetti, la prima versione dell'imposta di ricchezza mobile fu approvata dalla Camera il 30 gennaio 1864 ed entrò in vigore il 14 luglio 1864 con la legge n. 1830, lo stesso giorno in cui fu approvato il conguaglio provvisorio dell'imposta fondiaria.
Il successivo T.U. n. 4021 del 1877 delineò i presupposti dell'imposta; erano da considerarsi soggetti passivi tutti coloro, persone fisiche o giuridiche, o semplicemente enti di fatto, e tanto cittadini quanto stranieri, che la legge tributaria considerava come possessori di redditi soggetti all'imposta. L'art. 3 illustrava il concetto di reddito esistente nel territorio dello Stato e di territorialità dell'imposta Regio decreto 24 agosto 1877, n. 4021, articolo 3, in materia di "che approva il testo unico delle leggi di imposta sui redditi della riccezza mobile".
In seguito, il R.D.L. n. 1613 del 1924, elencò i singoli redditi sottoposti al tributo, distinguendoli in redditi di capitale, redditi misti di capitale e lavoro e redditi di lavoro, da cui risultava che le energie produttive di redditi imponibili altro non erano se non il capitale e il lavoro, siano essi combinati o considerati singolarmente.
L'imposta fondiaria colpiva soltanto il reddito dominicale e non il reddito agrario. Con R.D. 4 gennaio 1923, n. 16, fu assoggettato ad imposta di ricchezza mobile il reddito agrario che il proprietario ritraeva dalla coltivazione del suo fondo. In seguito, il R.D.L. 4 aprile 1939, n. 589, dispose che il reddito agrario era costituito dal reddito del capitale d'esercizio e del lavoro direttivo, quale risultavano dalla formazione delle tariffe d'estimo, escluso il reddito del lavoro manuale da chiunque prestato. A tale scopo si determinarono apposite tariffe di reddito agrario riferibili all'unità di superficie di ogni qualità e classe Regio decreto 4 aprile 1939, n. 589, in materia di "revisione generale degli estimi dei terreni".
Questi principi fondamentali dell'imposta di ricchezza mobile sono rimasti inalterati fino agli anni Cinquanta. Successivamente il D.P.R. 29 gennaio 1958, n. 645 (Testo Unico delle leggi sulle imposte dirette), modificò sostanzialmente la vecchia legislazione riguardante la ricchezza mobile Decreto del presidente della Repubblica 29 gennaio 1958, n. 645, in materia di "approvazione del testo unico delle leggi sulle imposte dirette".
La riforma tributaria del 1973 abolì l'imposta sulla ricchezza mobile, istituendo al suo posto l'IRPEF (vedere sotto).

##### Imposta sul macinato
Tra il 1866 e il 1867 la situazione finanziaria italiana era molto grave e raggiungeva un deficit molto elevato. Per questo motivo era necessario assicurare entrate straordinarie alle casse dello Stato. Il Ministro delle Finanze Francesco Ferrara propose l'istituzione della tassa sul macinato, già maturata in precedenza da Quintino Sella,  ma non seguirono iniziative concrete per la sua attuazione, così il ministro Ferrara si dimise dal suo incarico ministeriale nel 1867. Luigi Guglielmo Cambray Digny riprese l'idea di Ferrara e la fece inserire nel piano di governo; si aprirono dibattiti in Parlamento circa l'opportunità di introdurre un tale tributo, in particolare fu contestato che la tassa andava a colpire le classi sociali a basso reddito, e che avrebbe garantito un'entrata di scarsa rilevanza.
La tassa sul macinato fu istituita il 7 luglio 1868 sotto il governo del Presidente del Consiglio dei Ministri dell'epoca, Luigi Menabrea, ed entrò in vigore il 1º gennaio del 1869. L'Italia era basata su una economia prevalentemente agricola e le entrate garantite da questa imposta furono rilevanti.
Era un'imposta indiretta, e l'importo era calcolato sulla quantità di cereale macinato. All'interno di ogni mulino vi era un contatore meccanico, installato a spese dello Stato, che contava i giri effettuati dalla ruota macinatrice; la tassa era calcolata in base al numero dei giri, che corrispondevano alla quantità di cereale macinata. Il tributo doveva essere pagato in contanti, ma era possibile saldare anche con parte del prodotto portato a macinare. Il mugnaio doveva pagare all'esattore nei modi e tempi stabiliti.
Il prelievo fu progressivamente ridotto finché la tassa fu abolita definitivamente dal governo della sinistra guidato da Depretis, a decorrere dal 1º gennaio 1884. Al momento della sua abrogazione la tassa sul macinato assicurava un'entrata di 80 milioni di lire l'anno, che rappresentava una cifra notevole, infatti il bilancio dello Stato subì un duro colpo in seguito della soppressione del tributo.

#### La politica fiscale della sinistra storica 1876-1896
Nel 1876 la Sinistra salì al potere con Depretis, che conservò per sé il dicastero delle finanze. Le scelte di politica commerciale e doganale della Sinistra comportarono un rilevante aumento delle entrate dei dazi doganali, ma nessun governo della Sinistra negli anni successivi intraprese la riforma del sistema tributario che Depretis riteneva urgente. Durante i primi sette anni dell’età giolittiana vi fu un grande aumento delle entrate, cui contribuirono le privative, le tasse di fabbricazione, le tasse sugli affari, l’imposta sulla ricchezza mobile, le dogane e altre imposte (prevalevano le imposte indirette).
Le promesse elettorali di alleggerire il carico furono in parte mantenute, venne abolita la tassa sul macinato e ridotta l'imposta sui terreni, ma a fronte si ebbe un aumento del prelievo sui consumi, e perciò furono introdotti nuovi dazi doganali e imposte di fabbricazione e aumentarono i dazi di consumo comunali. Venne inoltre avviata la formazione del Catasto nazionale dei terreni.

#### Politica economica fascista
Con l’avvento del fascismo fu predisposta una riforma del sistema tributario dal ministro Alberto De Stefani nel 1923, che introdusse l'imposta complementare progressiva sul reddito e una tassa erariale sugli scambi commerciali. 
Dal momento che vi era un notevole contributo di caduti durante la Grande guerra, vennero inserite una serie di imposte per incentivare la natalità. Da qui presero spunto la tassa sul celibato, introdotta nel 1927 per incrementare il numero dei matrimoni, di conseguenza delle nascite, che colpiva i celibi di età compresa tra i 25 e i 65 anni, e il sistema di agevolazioni fiscali e premi in favore delle famiglie numerose.

#### La Carta Costituzionale (1948)
La Costituzione della Repubblica Italiana è la legge fondamentale dello Stato italiano e occupa il vertice della gerarchia delle fonti nell'ordinamento giuridico della Repubblica italiana. Approvata dall'Assemblea Costituente il 22 dicembre 1947 e promulgata dal capo provvisorio dello Stato Enrico De Nicola il 27 dicembre seguente, entrò in vigore il 1º gennaio 1948  Costituzione della Repubblica Italiana.
Importante ricordare, in materia fiscale, l'art. 53 che recita che tutti sono tenuti a concorrere alle spese pubbliche in ragione della loro capacità contributiva e che il sistema tributario è informato a criteri di progressività. Costituzione della Repubblica Italiana, articolo 53
L’art. 53 afferma che chiunque svolga un’attività lavorativa ha il dovere di pagare le tasse, si tratta di un dovere di solidarietà, in quanto il pagamento dei tributi è indispensabile per rendere effettive le protezioni sociali.
Il sistema tributario è ispirato al principio di progressività: la percentuale della retribuzione da versare al fisco, definita aliquota d’imposta, deve essere proporzionata al reddito, e quindi minore per chi abbia un reddito più basso e maggiore per chi percepisca un reddito più elevato; pertanto quanto più si guadagna, tanto più si paga.

#### La riforma Vanoni (1951)
Con la legge Vanoni, legge 11 gennaio 1951, n. 25, chiamata anche legge di perequazione tributaria, si introdusse l’obbligo, per tutti i contribuenti italiani, di presentare una dichiarazione dei redditi annuale, esimendo soltanto chi avesse entrate inferiori ai minimi imponibili; questo obbligo ha segnato tutti i decenni successivi, radicandosi tra le abitudini degli italiani Legge 11 gennaio 1951, n. 25, in materia di "Norme sulla perequazione tributaria e sul rilevamento fiscale straordinario".
L'obiettivo di fondo era quello di offrire ai cittadini un'amministrazione giusta, cosicché ciascuno potesse contribuire alla spesa pubblica secondo le proprie possibilità (secondo l'idea che chi ha di più contribuisce in misura maggiore al gettito fiscale); proprio per questo motivo fu introdotto l’obbligo di presentare la dichiarazione dei redditi.
Prima del 1951, il gettito delle imposte dirette rappresentava appena un quarto delle entrate fiscali. Un difetto da correggere, secondo Vanoni, perché un sistema tributario è tanto più favorevole alle persone meno abbienti quanto maggiore è la parte delle imposte dirette, il cui peso cresce con il crescere del reddito; le imposte indirette sui consumi, invece, gravavano maggiormente sui redditi più bassi.
Questa era una situazione che contrastava con l'articolo 53 della Costituzione, secondo cui tutti sono tenuti a concorrere alla spesa pubblica in ragione della loro capacità contributiva. Il sistema tributario dunque andava corretto perché l'imposizione indiretta penalizzava i più poveri spingendo i contribuenti verso l’evasione, che era di fatto impossibile sanzionare.

#### Riforma tributaria 1973-1974
Negli anni 70 si sentì il bisogno di innovare il sistema tributario e, dopo anni di studi, si giunse all’emanazione di una legge che stabilì i punti essenziali della riforma tributaria e i criteri per realizzarla, lasciando poi al Ministero delle Finanze il compito di stesura dei singoli provvedimenti nella forma dei decreti delegati.
Fu emanata dal governo nel 1971 la legge n. 825 contenente le disposizioni necessarie per attuare le riforme "secondo i principi costituzionali del concorso di ognuno in ragione della propria capacità contributiva e della progressività". Legge 9 ottobre 1971, n. 825, in materia di "Delega legislativa al Governo della Repubblica per la riforma tributaria"
La riforma aveva come obiettivi:
- una più perequata distribuzione dell'onere tributario;
- una semplificazione del sistema tributario, in modo da permettere al contribuente di rendersi pienamente conto dell'entità e dell'incidenza del prelievo fiscale; e al governo di poter usufruire di un ben congegnato ed elastico sistema impositivo a fini di politica economica;
- una maggiore funzionalità dell'amministrazione finanziaria;
- l'eliminazione progressiva degli ostacoli di ordine fiscale che intervenivano sulla piena attuazione degli obiettivi della Comunità europea, con la corrispondente conformazione delle varie forme d'imposizione interna alle direttive di base comunitarie.

Il governo predispose il testo dei singoli decreti delegati, sentito il parere di una commissione parlamentare.
Tali decreti sono stati emessi in due fasi:

##### Imposte indirette
Nella prima fase furono pubblicati, in data 26 ottobre 1972, diciannove decreti che introdussero:
- Imposta sul valore aggiunto (n. 633) Decreto del presidente della Repubblica 26 ottobre 1972, n. 633, in materia di "istituzione e disciplina dell'imposta sul valore aggiunto";
- Imposta comunale sull'incremento di valore degli immobili (n. 643) Decreto del presidente della Repubblica 26 ottobre 1972, n. 643, in materia di "istituzione dell'imposta comunale sull'incremento di valore degli immobili".

Inoltre modificarono:
- imposte di registro (n. 634) Decreto del presidente della Repubblica 26 ottobre 1972, n. 634, in materia di "disciplina dell'imposta di registro";
- imposte ipotecarie e catastali (n. 635) Decreto del presidente della Repubblica 26 ottobre 1972, n. 635, in materia di "disciplina delle imposte ipotecarie e catastali";
- imposte di successioni (n. 637) Decreto del presidente della Repubblica 26 ottobre 1972, n. 637, in materia di "disciplina dell'imposta sulle successioni e donazioni";
- imposte di bollo (n. 642) Decreto del presidente della Repubblica 26 ottobre 1972, n. 642, in materia di "disciplina dell'imposta di bollo";
- imposte sul contenzioso tributario Decreto del presidente della Repubblica 26 ottobre 1972, n. 636, in materia di "revisione della disciplina del contenzioso tributario";
- imposta comunale sulla pubblicità e diritti sulle pubbliche affissioni (n. 639) Decreto del presidente della Repubblica 26 ottobre 1972, n. 639, in materia di "imposta comunale sulle pubblicità e diritti sulle pubbliche affissioni";
- imposta sugli spettacoli (n. 640) Decreto del presidente della Repubblica 26 ottobre 1972, n. 640, in materia di "imposta sugli spettacoli";
- tasse sulle concessioni governative (n. 641) Decreto del presidente della Repubblica 26 ottobre 1972, n. 641, in materia di "disciplina delle tasse sulle concessioni governative".[18]

Il primo gennaio 1973 entrarono in vigore questi provvedimenti, ad esclusione di quello sulla riforma del contenzioso tributario, che trovò applicazione solo successivamente, nel 1974.

##### Imposte dirette
In un secondo momento, furono emanate le disposizioni sulle imposte dirette.
Entrarono in vigore il primo gennaio 1974, con: 
- la sostituzione delle vecchie imposte reali (ricchezza mobile, fabbricati, terreni, redditi agrari) e personali (complementare sul reddito, imposta di famiglia);
- le nuove imposte uniche sul reddito complessivo delle persone fisiche (IRPEF) e delle persone giuridiche (IRPEG);
- finalità redistributive perseguite attraverso la progressività del prelievo;
- l’imposta locale sui redditi (ILOR).[18]

Con altri decreti delegati si sono date le linee fondamentali delle agevolazioni tributarie, si sono riformati la riscossione delle imposte dirette e i servizi relativi, si sono dettate disposizioni sulla revisione degli estimi e del classamento del catasto terreni e fabbricati, si è istituita l’anagrafe tributaria ed è stata riformata la disciplina del fondo speciale per il risanamento dei bilanci degli enti locali.
La riforma si è articolata in un complesso di norme che, sempre in forza della legge delega, potranno essere riunite in uno o più testi unici insieme a quelle vecchie rimaste in vigore, con "le modifiche necessarie per il migliore coordinamento delle diverse disposizioni e per eliminare ogni eventuale contrasto con i principi e i criteri direttivi stabiliti" dalla legge delega. In base a questa delega è stato approvato il testo unico dell’imposta di registro n. 131/1986 e il testo unico delle imposte sui redditi n. 917/1986.

#### Dl 66/1989, istituzione dell’Iciap
L'Iciap, Imposta comunale per l'esercizio di imprese e di arti e professioni, è un tributo comunale istituito nel 1989 e soppresso dal primo gennaio 1998, con l'istituzione dell'IRAP (Decreto-legge 2 marzo 1989, n. 66, in materia di "disposizioni urgenti in materia di autonomia impositiva degli enti locali e di finanza locale").
Il presupposto per l'applicazione dell'imposta era l'esercizio di imprese, arti e professioni.
I soggetti passivi erano le persone fisiche, le società di ogni tipo, gli enti pubblici e privati, i consorzi e altre organizzazioni di persone o di beni.
Gli importi base del tributo erano soggetti a variazione in funzione del settore di attività esercitata, della superficie utilizzata per esplicare l'attività nonché del reddito dichiarato ai fini IRPEF o IRPEG.

#### Dlgs 504/1992, istituzione dell’Ici
L’ICI, Imposta comunale sugli immobili, è stata istituita con D.Lgs. 30 dicembre 1992, n. 504 Decreto legislativo 30 dicembre 1992, n. 504, in materia di "riordino della finanza degli enti territoriali, a norma dell'art.4 della legge 23 ottobre 1992, n. 421".
Quest’ imposta grava sul patrimonio immobiliare e deve essere pagata da:
- proprietari di fabbricati, aree edificabili e terreni agricoli situati nel territorio dello Stato;
- titolari di diritti reali di godimento (usufrutto, uso, abitazione, enfiteusi, superficie) sugli stessi beni;
- locatari in caso di locazione finanziaria (leasing);
- concessionari di aree demaniali.[20]

La base imponibile è costituita dal valore dell'immobile. Le aliquote e le detrazioni sono deliberate ogni anno dai Comuni.
Con la legge n. 126 del 24 luglio 2008 è stata esclusa dall'imposta comunale sugli immobili l'unità immobiliare adibita ad abitazione principale del soggetto passivo. Questa imposta sarà sostituita, a decorrere dal 2012, dall’Imposta Municipale (IMU) Legge 24 luglio 2008, n. 126, in materia di "Conversione in legge, con modificazioni, del decreto-legge 27 maggio 2008, n. 93, recante disposizioni urgenti per salvaguardare il potere di acquisto delle famiglie".

#### Riforma tributaria del 1997, istituzione dell’Irap
L’opera riformatrice del neonato governo Prodi (Romano Prodi vinse le elezioni nell’aprile del 1996), coinvolse l’ordinamento tributario.
Importante da ricordare è:
- L’istituzione dell’Irap, l’Irap mutò il prelievo eliminando Iciap, Ilor, l’imposta patrimoniale sulle imprese, l’imposta sulle partite Iva, vari tributi locali e tutta la contribuzione sanitaria;
- L’Irap, insieme alla “dual income tax”, attenuò sensibilmente la discriminazione esistente nell’ordinamento a danno del ricorso al capitale proprio e a favore dell’indebitamento;
- Fu cambiata la struttura delle aliquote dell’Irpef riducendone il numero e le percentuali;
- Si allargò la base imponibile dell’Iva unificando le aliquote su due livelli;
- Fu riordinata la disciplina dei redditi finanziari;
- Fu abolito il bollo sulla patente e in maniera graduale;
- Fu riscritto il decreto sull’accertamento delle imposte sui redditi;
- Fu introdotto l’accertamento con adesione, istituto deflattivo del contenzioso che consente di rideterminare la pretesa tributaria in contraddittorio con l'Amministrazione finanziaria, beneficiando di sanzioni ridotte ad 1/3 del minimo, prima dell'instaurazione del contenzioso tributario;
- Fu dettata una nuova disciplina delle sanzioni amministrative, che semplifica la materia e riconduce a principi una materia finora incerta in ordine alla natura e alla funzione della soprattassa e della pena pecuniaria e alla soluzione dei problemi pratici;
- Fu emanata una legge contenente i principi generali dell’ordinamento tributario (Statuto dei diritti del contribuente);
- Fu abolita l’imposta globale sulle successioni e furono introdotte aliquote proporzionali nel tributo successorio vero e proprio;
- Fu eliminata l’imposta sugli spettacoli alleggerendo i costi per le manifestazioni sportive, per i concerti, i teatri e il cinema;
- Fu introdotta la “dual income tax”.[21]

Fu condotta altresì una vasta opera di semplificazione introducendo la facoltà di compensare debiti e crediti di imposta, eliminando la bolla di accompagnamento delle merci, esentando dalla tenuta della contabilità e della partita Iva le attività minori, rendendo possibile il pagamento forfettario, semplificando e alleggerendo le operazioni di cessione gratuita di attività di impresa da padre a figli.
Infine si provvedette alla cancellazione della disciplina dettata con riguardo ai reti fiscali, e con il d.lgs. 10 marzo 2000, n. 74, si riformò radicalmente il sistema penale tributario Decreto legislativo 10 marzo 2000, n. 74, in materia di "Nuova disciplina dei reati in materia di imposte sui redditi e sul valore aggiunto, a norma dell'articolo 9 della legge 25 giugno 1999, n. 205.".

#### Dlgs 344/2003, istituzione dell'Ires
L'IRES, istituita con decreto legislativo n. 344/2003, ha sostituito l'imposta sul reddito delle persone giuridiche (IRPEG) ed è entrata in vigore il 1º gennaio 2004. Decreto legislativo 12 dicembre 2003, n. 344, in materia di "riforma dell'imposizione sul reddito delle società, a norma dell'articolo 4 della legge 7 aprile 2003, n.80".
L’IRES è un'imposta sul reddito che grava in misura proporzionale su soggetti diversi dalle persone fisiche, vale a dire su:
- società per azioni e società in accomandita per azioni, società a responsabilità limitata, società cooperative e società di mutua assicurazione, società europee e società cooperative europee residenti in Italia,
- gli enti pubblici e privati residenti in Italia, compresi i consorzi, i trust, gli organismi di investimento collettivo del risparmio e gli enti non commerciali (organizzazioni no profit),
- le società e gli enti di ogni tipo, compresi i trust, non residenti in Italia, per i soli redditi prodotti in Italia,

con un’aliquota fissa determinata, dal 2017, in misura pari al 24 per cento.

#### Legge delega n. 42 del 2009, il federalismo fiscale
Il federalismo fiscale è caratterizzato dal valore normativo dell’autogoverno, con forme di collaborazione tra enti locali o interventi di livelli di governo superiore che implica, dal punto di vista finanziario, il soddisfacimento del principio di corrispondenza tra responsabilità della spesa e prestazioni erogate Legge 5 maggio 2009, n. 42, in materia di "delega al governo in materia di federalismo fiscale, in attuazione dell'articolo 119 della Costituzione".
Il federalismo fiscale infatti presuppone che ogni amministrazione agisca in termini di analisi costi-benefici, consentendo ai contribuenti una consapevole attività di controllo sull’operato degli amministratori sulla base del soddisfacimento dei propri fabbisogni.
Il federalismo, in ambito tributario, va inteso come una modifica dei criteri di riparto del carico fiscale basata sull’utilizzo, nel territorio, del gettito dei tributi insistenti sulla ricchezza prodotta e, contemporaneamente, sull’allargamento degli spazi di autonomia e di responsabilizzazione degli enti locali sul fronte dell’entrata e della spesa.
La legge 5 maggio 2009, n. 42, rubricata "Delega al Governo in materia di federalismo fiscale, in attuazione dell'articolo 119 della Costituzione" è una legge delega; ciò significa che non contiene norme direttamente attuative, ma una serie di deleghe al governo affinché intervenga con proprio decreto, nei limiti di quanto deciso in sede parlamentare. È l'esecutivo che deve disciplinare la materia con i decreti legislativi.
In attuazione della legge delega 5 maggio 2009, n. 42, recante appunto i principi e i criteri direttivi per l'attuazione del federalismo fiscale, in riferimento all'articolo 119 della Costituzione, sono stati emanati nove decreti legislativi, con la finalità di definire il nuovo assetto dei rapporti economici e finanziari tra lo Stato e le autonomie territoriali.
Uno dei principi fondanti di questo progetto di federalismo è il superamento della cosiddetta spesa storica, in favore di un criterio di finanziamento, il criterio dei fabbisogni standard, ritenuto più responsabilizzante per gli enti locali. La Legge Delega prevede, altresì, l’istituzione di un fondo perequativo e l’attribuzione di un proprio patrimonio a comuni, province, città metropolitane e regioni.
I principali criteri sui quali si basa il Federalismo Fiscale sono:
- Maggiore autonomia di entrata e di spesa, e conseguente maggiore responsabilizzazione sia amministrativa e contabile sia fiscale, degli enti decentrati;
- Maggiore semplificazione del sistema tributario nel suo complesso;
- Maggiore collaborazione di tutti i livelli di governo per contrastare l’evasione e l’elusione fiscale, prevedendo altresì meccanismi premiali;
- Non alterazione nei decreti attuativi dei criteri di progressività e di capacità contributiva, escludendo ogni forma di doppia imposizione sul medesimo presupposto;
- Tendenziale correlazione tra prelievo fiscale e beneficio connesso alle funzioni esercitate;
- Previsione di sanzioni per gli enti che non rispettano gli obiettivi.[28]

Il sistema del federalismo fiscale sarà caratterizzato anche da finanziamenti dello Stato agli enti decentrati mediante compartecipazioni al gettito dei tributi erariali per le regioni.
La legge predispone anche una riduzione dell'imposizione fiscale statale in misura corrispondente alla più ampia autonomia di entrata di regioni ed enti locali.
Ad oggi sono stati approvati solo alcuni decreti attuativi della legge delega, invece altri sono ancora in fase di esame e di approvazione.

#### Legge delega n. 23 del 2014
La legge 11 marzo 2014, n. 23 delega il Governo ad adottare, entro nove mesi dalla sua data di entrata in vigore, uno o più decreti legislativi recanti la revisione del sistema fiscale, per rispondere a esigenze di semplificazione, certezza del sistema tributario, tutela dei diritti dei contribuenti e riduzione della pressione tributaria sulle famiglie e le imprese. Legge 11 marzo 2014, n. 23, in materia di "delega al governo recante disposizioni per un sistema fiscale più equo, trasparente e orientato alla crescita".
Tutto ciò da realizzarsi con interventi diretti alla:
- stima e monitoraggio dell’evasione fiscale;
- disciplina dell'abuso del diritto ed elusione fiscale;
- revisione del sistema sanzionatorio, contenzioso tributario e della riscossione degli enti locali;
- revisione dell'imposizione sui redditi di impresa e di lavoro autonomo e sui redditi soggetti a tassazione separata;
- disciplina dei giochi pubblici;
- nuove forme di fiscalità energetica e ambientale.[29]

### Diritto tributario generale
- Sistema tributario
- Contribuente
- Diritto tributario
- Fiscalità generale
- Fiscalità di vantaggio
- Riscossione
- Scienza delle finanze
- Spesa pubblica
- Tributo

### Diritto tributario italiano
- Sistema tributario italiano
- Corte dei Conti

### Diritto tributario di altri stati
- Sistema tributario degli Stati Uniti d'America
- Sistema tributario della Cina imperiale